# ميدلوثيان (إلينوي)
ميدلوثيان (بالإنجليزية: Midlothian)‏ هي قرية تقع في الولايات المتحدة في مقاطعة كوك، إلينوي. يقدر عدد سكانها بـ 14,819 نسمة .

## الموقع الجغرافي
الموقع الجغرافي للمناطق المحيطة بهذه النقطة هو كالتالي:

## أعلام
- جيمس أوغستين
- جيم براون